# Просторове планування
Системи просторового (територіального) планування відносяться до методів та підходів, що застосовуються державним та приватним секторами з метою впливу на розподіл людей та їхньої діяльності у просторах різних масштабів. Просторове планування може бути визначено як координація практики та політики, що впливають на просторову організацію. 
Просторове планування в США є синонімом містобудування в більших масштабах, а також часто використовується стосовно діяльності з планування у європейських країнах. Окремі професійні дисципліни, які стосуються територіального планування, включають землекористування, міське, регіональне, транспортне та екологічне планування. Інші пов'язані галузі включають економічне (господарське) планування та планування розвитку громад. Просторове планування здійснюється на місцевому, регіональному, національному та міжнаціональному рівнях. Продуктом цієї діяльності часто стає просторовий план.
Раннє визначення просторового планування з'являється у Європейській хартії регіонального / територіального планування (також відомій як "Торремолінська хартія"), затвердженої в 1983 році Європейською конференцією міністрів, відповідальних за регіональне планування (CEMAT): "Регіональне / територіальне планування надає географічний вимір економічній, соціальній, культурній та екологічній політиці суспільства. В той самий час, це наукова дисципліна, адміністративна методика та галузева політика, розроблена на міждисциплінарних та комплексних засадах та спрямована на збалансований регіональний розвиток та фізичну організацію простору відповідно до загальної стратегії".
Численні системи планування існують у всьому світі. Форми просторового планування мають значні розходження та розвиваються і змінюються разом із суспільствами та їхніми системами управління. Кожна країна, і навіть регіони, розташовані у цих країнах, мають унікальні системи планування, залучають різних учасників, мають різні горизонти планування та певні інституційні структури. Горизонти, актори та інститути з часом змінюються, що впливає як на форму, так і на результати просторового планування.